# 齐光
齐光（1908年—1987年7月），原名齐景文，男，奉天（今辽宁）沈阳人，中华人民共和国政治人物，曾任中华诗词学会副会长。